# 吴文津
吳文津（英語：Eugene W. Wu，1922年7月12日—2022年8月1日），祖籍湖北麻城孝感乡，出生于四川成都。华裔图书馆学家、历史学家，曾任哈佛大学哈佛燕京图书馆第二任馆长，斯坦福大学东亚图书馆第一任馆长。

## 家庭背景
吴文津的父亲吴荣本（1874-1924），字绍良，曾任四川省警务处处长、四川省政府军法课课长等重要职务，与当时四川省督军刘存厚（1885-1960）关系甚密。吴父卸任四川省警务厅厅长以后，曾经做过成都新津县县长，在他上任的那一年（1922年），家中第五个孩子降生，吴父就为这个儿子取名“文津”。吴文津初中毕业后全家搬到有很多名人宅院的成都东珠市街，其中包括巴金家的“李家大院”。

## 翻译官生涯
吳文津在1941年开始就读于重庆中央大学外文系，师从著名学者范存忠、俞大絪、许孟雄等人。1943年国民政府教育部到四川、云南、贵州征调大学生做翻译官，吴文津志愿从军，被编入国民政府軍事委員會下属的外事局（Foreign Affairs Bureau， 简称FAB）任翻译官。这批翻译官包括不少名人之后，如清华大学校长、中国著名物理学家和教育家梅贻琦之子梅祖彦和中国著名哲学家冯友兰的兒子冯锺辽等。
1945年，美国陆军部（现美国国防部前身）要求国民政府选派100名翻译人员赴美“离职另役”，最初翻译人员都由中国航空委员会派遣，因为人员不够需要另加100人。这一百个翻译人员后来被称为“FAB-100”(FAB是英语「外事局」的缩写)。吴文津经过考试，成为被首批录取的50人之一，并成为这50名翻译官的领队，并于当年晋升为“一级翻译官”。1946年中国空军在美国训练的项目结束，吴文津获得“铜棕叶自由勋章”。“自由勋章“二战期间由美国总统杜鲁门设立，颁发给协助第二次大战胜利有功之美国平民以及外国盟军人员。

## 求学时期
1946年，吴文津进入西雅图华盛顿大学历史系。1948年，大学筹备建立“远东和斯拉夫语言文学系”（Far Eastern and Slavic Languages and Literature），那时华大图书馆裡有一两千本无人问津的中文书籍，便决定整理这些图书，吴文津成为了负责这项工作的学生助理，并在不久后成立的远东图书馆工作。这份工作让他对图书馆事业产生浓厚兴趣，本科毕业以后，他成为了华大图书馆专业的第一个中国研究生。

## 斯坦福大学时期
1951年，吳文津任职于斯坦福大学胡佛研究所，1956年出任胡佛研究所图书馆中文馆副馆长，1961年，胡佛研究所中文馆和日文馆合并为东亚馆，吴文津出任第一任馆长。胡佛研究所经芮玛丽和吴文津多年的努力，建立了中国共产党自1921年建党到抗战时期相当完整的原始资料文库， 独缺江西瑞金“中华苏维埃共和国”（1931-1934）那一段，吴文津经过多方努力，在胡适的帮助下，从陈诚处获得了这些资料，他为胡佛研究所收集的这些中国共产党早期资料均为在西方前所未见的。
在斯坦福大学任职期间，吴文津还同时修读历史系、政治系和亚洲语文系联合项目的博士学位，1964年吴文津已修完所有博士课程，并通过了口试，开始撰写论文，同年秋他离职一年，接受了美国“当代中国研究联合委员会”（JCCC）的邀请，到各国调查当代中国研究及其资料收藏状况。在这次全球考察中，他先后访问了英国、法国、西德、 东德、荷兰、捷克、波兰、瑞典、丹麦、莫斯科、列宁格 勒、印度、台湾、日本、南韩、香港等国家和城市。访问对象主要是各国的国家图书馆、有中国课程的大学和它们的图书馆、专门研究中国的研究所，以及政府对外开放的收集中国资料的图书馆，所得甚丰。他考察回美后，在给「当代中国研究联合委员会」的报告中建议在美国成立一个全国性机构来主持交换工作。1968年在华盛頓「美国研究图书馆协会」（ARL）旗下，成立了“中国研究资料中心”（Center for Chinese Research Materials，简称CCRM），后来取得了巨大的成果。

## 哈佛大学时期
在哈佛大学的多次邀请、历史学家费正清的极力促成下，1965年吴文津接任哈佛燕京图书馆第一任馆长裘开明成为第二任馆长。在任期间，主持图书馆的转型、积极引进人才、大力推进图书馆的数字化、发展美国东亚图书馆的馆际合作。

## 其他荣誉
1974年，获得西雅图华盛顿大学图书馆学学院（School of Librarianship）颁发的“杰出校友奖”（Distinguished Alumnus Award)，是目前为止唯一获得此殊荣的中国学生。1988年，获得“亚洲学会”（Association for Asian Studies,简称AAS）颁发的 "杰出贡献奖”（Distinguished Service Award)，是迄今为止唯一获得此奖的美国亚洲书馆服务人员。1997年荣休之时，东亚图书馆协会给他颁赠“杰出服务奖”。1998年，获得“联机图书馆中心”（Online Computer Library Center，简称 OCLC）颁发的“杰出贡献奖”（Distinguished Service Award)。2001年华人图书馆馆员协会也颁赠了“杰出服务奖”。2006年获颁中華民國圖書館學會特殊贡献奖。

### 其他資料
- 吴文津 斯坦福大学胡佛研究所收藏中国共产党早期档案始末